# Camponotus saussurei
Camponotus saussurei är en myrart som beskrevs av Auguste-Henri Forel 1879. Camponotus saussurei ingår i släktet hästmyror, och familjen myror. Inga underarter finns listade.